# Långarödstrion
Långarödstrion var en musiktrio från Kullabygden i Skåne, bestående av bröderna Nils Thorild Svensson (1881-1970), fiol, Gottfrid Svensson (1887-1974), fiol, och Albert Svensson (1891-1979), traversflöjt. Fadern  som spelade både fiol och dragspel, var mycket folkmusikintresserad och såg till att sönerna tidigt fick var sitt instrument.
Trion var en av de mest välkända och profilerade folkmusikgrupperna i Skåne i det tidiga 1900-talet. De deltog i flera spelmanstävlingar och fick där priser för sitt fina samspel, t.ex. i Hässleholm 1910, Baltiska Utställningen 1914. Då blev de inbjudna av kungen att spela på Sofiero slott, vilket också skedde. På 1930-talet spelade de även tillsammans med silverbasharpisten Sten Wiebring, som flyttat till Vindeln, men besökte Skåne då och då. Trion finns inspelad på lackskiva i samband med midsommarfirandet på Frostavallen 1937 där även Wiebring var med och vann förstapris i solospel.